# Hyperaspidius insignis
Hyperaspidius insignis är en skalbaggsart som beskrevs av Thomas Casey 1899. Hyperaspidius insignis ingår i släktet Hyperaspidius och familjen nyckelpigor. Inga underarter finns listade i Catalogue of Life.